# 布洛特-斯文
布洛特-斯文（瑞典語：Blot-Sven；？—1087年）或稱為犧牲者斯文。瑞典斯滕克爾王朝國王（1084年－1087年在位）。因為在西約塔蘭法沒有記載斯文在統治者列表中，所以認為他的統治並沒有到達西約特蘭。根據瑞典歷史學家阿道夫·舒克（AdolfSchück）的論據，不應以布洛特-斯文作為一個個體的國王，因為有跡象表明這可能是國王紅色哈康的另一個名字。

## 生平

### 《海瓦爾和海德里克傳奇》中的布洛特-斯文
根據《海瓦爾和海德里克傳奇》，瑞典國王老英格_(一世)娶了布洛特-斯文的妹妹Mær，所以他是老英格的妻舅。約於1084年，瑞典人因爲老英格不尊重傳統、拒絕向在烏普薩拉寺內的北歐諸神奉獻而將之廢黜退位。布洛特-斯文因而獲選為國王取代老英格，後者則流放至西約特蘭。但是布洛特-斯文在位三年後，老英格與他的追隨者由西約特蘭出發，雖然只是一股小力量。然後，這股小力量向東前往斯莫蘭，進入東約特蘭，然後進入瑞典。老英格騎馬日夜兼程，在清晨突然來到斯文的屋前。他們放火燒死那些在裡面的人。有一個叫Thjof的男爵亦因為斯文的追隨者被燒死屋內。斯文自己雖然能逃離，但仍是立刻被殺死。

### 《聖埃斯基爾傳記》中的布洛特-斯文
其後的聖埃斯基爾傳記描述老英格被放逐出國，國人選擇了一個偶像崇拜者名為斯文的成為國王，斯文是一名不可靠的人，而且因為他要人民飲下奉獻給北歐諸神的公牛的血而自己吃下那公牛的肉而被命名為「血腥斯文」。人民圍繞國王在斯特蘭奈斯聚集，在那裡宰牛羊奉獻給他們的神。他們在那裡舉辨盛大的宴會以紀念國王和他們的神。來自英國的主教埃斯基爾出現並試圖將異教徒轉化為基督教徒，但是他們不會聽所以埃斯基爾向神禱告，神發出雷霆，冰雹，雪和雨，摧毀奉獻的祭壇和牲畜。而沒有一滴冰、雨或雪落在主教身上。異教徒沒有被感動並非常憤怒，他們攻擊埃斯基爾。一個名叫Spåbodde的預言家用石頭打在埃斯基爾頭上，另一個人用斧子怒擊在他頭亢上。一些酋長把垂死的埃斯基爾拖到國王前說，埃斯基爾使用魔法來控制天氣。不義的國王將埃斯基爾判處死刑，埃斯基爾被帶到一個的山谷（其後建立紀念埃斯基爾的修道院）處以石刑。

### 《奧克尼伯爵薩迦》中的布洛特-斯文
根據《奧克尼伯爵薩迦》的記載與《海瓦爾和海德里克傳奇》相近，只是布洛特-斯文最後是活活燒死在屋內。

### 繼承人
布洛特-斯文在13世紀的冰島歷史學家斯諾里·斯蒂德呂松所著作的《挪威王列傳》（Heimskringla）中有一位異教徒的繼承人。
|  | 當時在瑞典國內有許多人是異教徒，許多人是壞的基督徒；因為有些國王放棄了基督教，並繼續不斷的作出異教奉獻，如布洛特-斯文和以後的Eirik Arsale。 |

這位 "Eirik Arsale"在其他的來源中是布洛特-斯文之子。但是今天很多的歷史學家不承認 。